# Paragripopteryx
Paragripopteryx is een geslacht van steenvliegen uit de familie Gripopterygidae. De wetenschappelijke naam van het geslacht is voor het eerst geldig gepubliceerd in 1909 door Günther Enderlein.

## Soorten
Paragripopteryx omvat de volgende soorten:
- Paragripopteryx anga Froehlich, 1969
- Paragripopteryx baratinii Benedetto, 1983
- Paragripopteryx blanda Froehlich, 1969
- Paragripopteryx crassila (Jewett, 1960)
- Paragripopteryx delicata Froehlich, 1994
- Paragripopteryx egena Froehlich, 1994
- Paragripopteryx guardae Froehlich, 1994
- Paragripopteryx hamata Froehlich, 1994
- Paragripopteryx klapaleki Enderlein, 1909
- Paragripopteryx merui Froehlich, 1994
- Paragripopteryx munoai (Benedetto, 1969)